# Aral-Paygambar
La isla Aral-Paygambar (en uzbeko: Payg'ambar Orol, previamente en ruso: Арал-Пайгамбар) que literalmente significa ‘isla del profeta’, es una isla uzbeka en el río Amu Daria, que separa los países asiáticos de Uzbekistán y Afganistán. Una reserva natural uzbeka fue creada en 1960 en la isla de Aral - Paygambar en el río Amu Daria, cerca de Termez. La isla cuenta con 3,1 hectáreas para la conservación de los bosques de ribera y la población única de ciervos. En total, hay 150 especies de plantas, 21 especies de mamíferos, 143 especies de aves, 25 especies de reptiles, y cerca de 35 especies de peces. Muchas especies raras y en peligro de extinción, incluyendo grandes y pequeñas especies de Amu Daria, águilas reales, cigüeñas negras, gatos de la jungla, nutrias asiáticas, etc. 
También es una zona militar debido a su proximidad a Afganistán. Hay un mausoleo del profeta islámico y bíblico Zul-Kifl.